# 螣蛇十九
螣蛇十九 (λ And / 仙女座λ)是仙女座的一个双星系统，距离地球约84.2光年。
螣蛇十九为分光双星，绕行周期为20.52天。它的光谱类型为G型的黄巨星，平均视星等为+3.81。该双星系统也是猎犬座RS变星，亮度变化以54.2天的周期变化于+3.69到+3.97之间。